# Pavlova (dessert)
Pavlova er en marengsbaseret dessert, om typisk er toppet med flødeskum og friske bær og/eller frugter. Desserten består af en marengsbund, der typisk bages med en fordybning, hvor der er plads til flødeskum eller creme, som derefter toppes med friske sæsonbestemte bær, såsom jordbær og blåbær, og frugter, såsom ferskner eller kiwifrugt.
Desserten blev opfundet i enten Australien eller New Zealand i begyndelsen af det 20. århundrede, og den er opkaldt efter ballerinaen Anna Pavlova, da hun besøgte landene på sine turnéer. Oprindelsen af desserten har været et diskussionsemne mellem de to lande i mange år.
Den er en populær og vigtig ret i både australsk og newzealandsk madkultur med dens relativt simple opskrift, og er ofte serveret til højtider og fester. På engelsk omtales den også som "the pav", og desserten er oftest identificeret med sommerperioden, men den serveres hele året rundt i mange australske og newzealandske hjem.